# Крозе ле Пти
Крозе ле Пти (фр. Crosey-le-Petit) насеље је и општина у источној Француској у региону Франш-Конте, у департману Ду која припада префектури Монбелијар.
По подацима из 2011. године у општини је живело 118 становника, а густина насељености је износила 12,29 становника/km². Општина се простире на површини од 9,6 km². Налази се на средњој надморској висини од 520 метара (максималној 578 m, а минималној 389 m).

## Демографија
| 1962. | 1968. | 1975. | 1982. | 1990. | 1999. | 2011. |
| ----- | ----- | ----- | ----- | ----- | ----- | ----- |
| 72    | 107   | 102   | 116   | 108   | 104   | 118   |

График промене броја становника у току последњих година